# Winnebago County (Illinois)
Winnebago County ist ein County im US-amerikanischen Bundesstaat Illinois. Im Jahr 2010 hatte das County 295.266 Einwohner und eine Bevölkerungsdichte von 221,8 Einwohnern pro Quadratkilometer. Der Verwaltungssitz (County Seat) ist Rockford.
Das Winnebago County ist Bestandteil der Metropolregion Rockford.

## Geografie
Das Winnebago County liegt im äußersten Norden von Illinois an der Grenze zu Wisconsin. Es hat eine Fläche von 1345 Quadratkilometern, wovon 14 Quadratkilometer Wasserfläche sind. Von Nord nach Süd wird das County vom Rock River, einem linken Nebenfluss des Mississippi. An das Winnebago County grenzen folgende Nachbarcountys:
|                   | Rock County (Wisconsin) | Green County (Wisconsin) |
| Stephenson County |                         | Boone County             |
|                   | Ogle County             | DeKalb County            |

## Geschichte
Das Winnebago County wurde am 16. Januar 1836 aus dem Jo Daviess County gebildet. Benannt wurde es nach dem Volk der Winnebago.
1837 wurde das erste Postamt eröffnet. 1838 kam die erste Postkutsche aus Chicago an, die erste Theateraufführung gab es im Rockford House und die erste religiöse Vereinigung der Baptisten wurde gebildet. 1839 wurde Ost- und West-Rockford, geteilt durch den Rock River, zusammengelegt und hatte dadurch 235 Einwohner. 1840 wurde der Rock River Express, die erste Zeitung, herausgegeben. 1846 wurde das erste Eisenerz-Vorkommen entdeckt.
1852 kam der erste Zug der Galena and Chicago Union Railroad an und brachte die ersten schwedischen Siedler. 1855 besuchte Staatsanwalt Abraham Lincoln Rockford und 1856 wurden die ersten zwei öffentlichen Schulen gegründet. 1859 wurde die Eisenbahnlinie zwischen Rockford und Kenosha in Wisconsin fertiggestellt. 1877 stürzte der Dom des Gerichtsgebäudes in sich zusammen und begrub mehrere Personen unter sich. Ein Jahr später wurde das neue Gerichtsgebäude fertiggestellt. 1881 eröffnete das erste Opernhaus und 1882 wurde das erste Hospital und 1885 die erste High School eröffnet.

### Territoriale Entwicklung

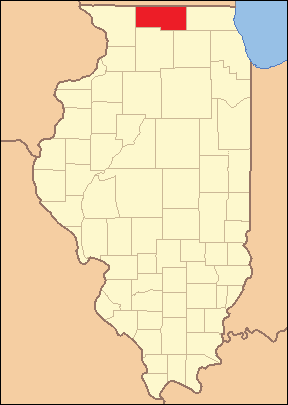
Das Winnebago County von seiner Gründung im Jahr 1836 bis 1837
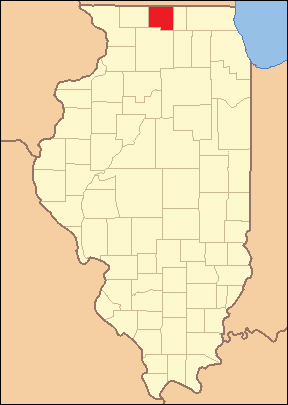
1837 bis heute

## Demografische Daten
Nach der Volkszählung im Jahr 2010 lebten im Winnebago County 295.266 Menschen in 113.015 Haushalten. Die Bevölkerungsdichte betrug 221,8 Einwohner pro Quadratkilometer. In den 113.015 Haushalten lebten statistisch je 2,57 Personen.
Ethnisch betrachtet setzte sich die Bevölkerung zusammen aus 82,1 Prozent Weißen, 12,5 Prozent Afroamerikanern, 0,5 Prozent amerikanischen Ureinwohnern, 2,4 Prozent Asiaten sowie aus anderen ethnischen Gruppen; 2,4 Prozent stammten von zwei oder mehr Ethnien ab. Unabhängig von der ethnischen Zugehörigkeit waren 11,2 Prozent der Bevölkerung spanischer oder lateinamerikanischer Abstammung.
24,6 Prozent der Bevölkerung waren unter 18 Jahre alt, 61,2 Prozent waren zwischen 18 und 64 und 14,2 Prozent waren 65 Jahre oder älter. 51,2 Prozent der Bevölkerung war weiblich.

Das jährliche Durchschnittseinkommen eines Haushalts lag bei 47.597 USD. Das Pro-Kopf-Einkommen betrug 24.544 USD. 16,8 Prozent der Einwohner lebten unterhalb der Armutsgrenze.

## Orte im County
Citys
- Loves Park2
- Rockford
- South Beloit

Villages
| - Cherry Valley1 - Durand - Machesney Park - New Millford | - Pecatonica - Rockton - Roscoe - Winnebago |

Census-designated place (CDP)
- Lake Summerset3

1 – teilweise im Boone County

2 – überwiegend im Boone County

3 – teilweise im Stephenson County

## Gliederung
Das Winnebago County ist in 14 Townships eingeteilt:
| Township               | Einwohner (2010) | FIPS     |
| ---------------------- | ---------------- | -------- |
| Burritt Township       | 947              | 17-09915 |
| Cherry Valley Township | 19.831           | 17-13087 |
| Durand Township        | 2394             | 17-21293 |
| Harlem Township        | 40.158           | 17-32928 |
| Harrison Township      | 670              | 17-33188 |
| Laona Township         | 1250             | 17-42054 |
| Owen Township          | 3803             | 17-57069 |

| Township            | Einwohner (2010) | FIPS     |
| ------------------- | ---------------- | -------- |
| Pecatonica Township | 4355             | 17-58421 |
| Rockford Township   | 178.527          | 17-65013 |
| Rockton Township    | 16.441           | 17-65169 |
| Roscoe Township     | 19.694           | 17-65624 |
| Seward Township     | 917              | 17-68783 |
| Shirland Township   | 988              | 17-69615 |
| Winnebago Township  | 5291             | 17-82504 |